# Старий Сан-Хуан
Старий Сан-Хуан — район міста Сан-Хуан, столиці Пуерто-Рико, що знаходиться на невеликому бар'єрному острівці довжиною близько 5 км та шириною близько 1,5 км при вході в затоку Сан-Хуан. Це перша постійно заселена іспанцями територія острова, де збереглися укріплення XVI—XVIII століть та міська забудова тих часів. Старий Сан-Хуан є історичним заповідником, внесеним до списку Всесвітньої спадщини ЮНЕСКО.
Серед укріплень Старого Сан-Хуану найстаріша фортеця Пуерто-Рико Форталеза, два великих форти Сан-Феліпе-Дель-Морро та Сан-Кристобаль, а також мури навколо міста, частина якої збережена до XXI століття.
Частиною Старого Сан-Хуану є також депресивний район Ла-Перла (укр. перлина), який знаходиться на півночі острівця за межами мурів старого міста.

## Історія
Першим поселенням іспанців на території Пуерто-Рико стала Капарра на півдні затоки Сан-Хуан. Місце було незручне, болотисте, тому вже 1519 року іспанський король наказав перенести колонію на нову місцевісць, якою й став сучасний Старий Сан-Хуан. У 1523 році було побудовано перший квадратний укріплений будинок Каса-Бланка, де розміщувалася резиденція губернатора та родини Понсе де Леона. Наприкінці 1530-х років було побудовано перший форт — Форталезу.